# 云壤海军基地
云壤海军基地 （高棉語： / 英語：），也译作“云朗海军基地”， 是由柬埔寨王家海军及中国人民解放军海军于柬埔寨王国境内暹罗湾沿岸所运营的一处设施。该基地占地190英畝（0.77平方）， 坐落于柬埔寨西哈努克省省会西哈努克市东南部的一个半岛上。自2010年以来，云壤海军基地一直是根据“海上战备暨训练合作”计划进行柬埔寨－美国年度联合训练和海军演习的场所。

## 基地历史

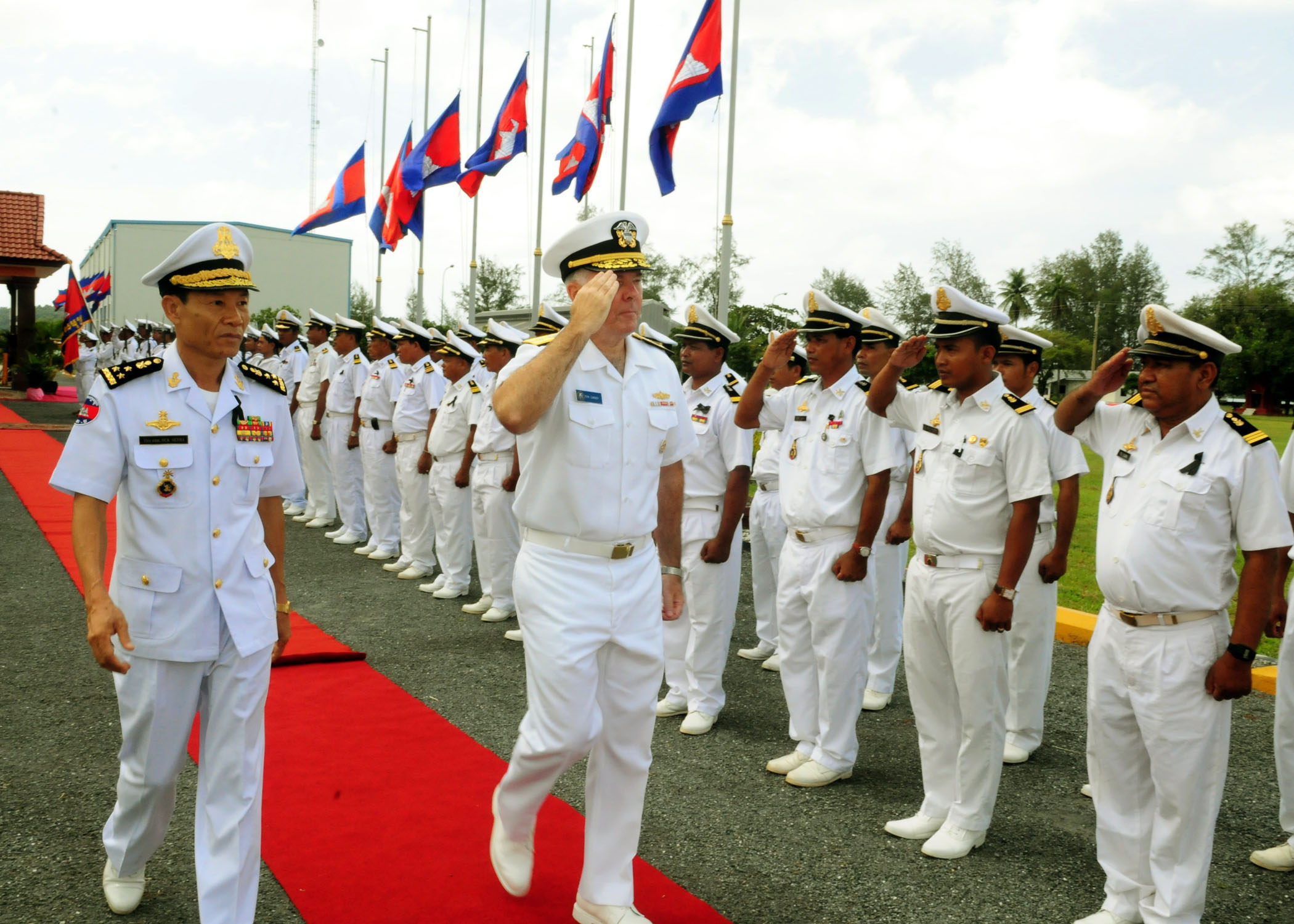
2012年海上战备暨训练合作军演期间，美国海军少将汤姆·卡尼与柬埔寨王家海军于云壤海军基地内。

柬埔寨内战期间，由于交战双方过于重视陆战而忽视了对海军的建设。因此当朗诺通过1970年政变上台后，云壤海军基地已经处于非常破败的境况。但是基地内唯一的码头状况糟糕，同时缺乏有效的后勤支持系统，并且内部维修能力也很差。 而到了1974年，在朗诺政府与高棉国家海军在英国皇家海军的援助下，通过实施一系列的措施而极大地改善了基地状况：采购了20艘配备雷达的新型高速巡逻艇；在磅逊湾（现西哈努克市）港区驻扎4艘内河巡逻艇；对库存的所有重型船只进行了大修；采购了一个最近完成大修的浮动旱坞基地；大幅升级了云壤维修设施的设备；安装了有效的供应支持系统；并完成了一个现代化的码头设施和基地的支持综合体。 这个新改建和改装的基地使高棉国家海军能够有效地承担对柬埔寨海岸线的巡逻和监视工作，而这之前是由刚刚起步的高棉共和国外包给南越海军的。在1975年高棉共和国被红色高棉取代后，云壤海军基地原本修建发电厂和采购更大更好武装巡逻艇的进一步改建计划被迫搁浅。
而在红色高棉被推翻并确定建立起一个君主立宪制的柬埔寨王国后，柬埔寨政府与其盟友合作将该设施打造为一个相对现代化的海军基地。目前，云壤海军基地由柬埔寨王家海军副司令奥克·塞哈少将指挥。

## 中柬合作
2019年7月，美国报纸《华尔街日报》透露，美国政府官员曾看到一份秘密协议，该协议允许中国人民解放军海军在长达30年的时间里独家使用三分之一的云壤海军基地。 这将为中华人民共和国政府在南海提供一个南部侧翼，同时这也是中国海军在继吉布提基地之后的第二个海外基地。这种外国部队的驻扎违反了《柬埔寨宪法》以及结束柬埔寨内战的《1991年巴黎和平协定》。 柬埔寨当局否认该协议的存在，并斥责这条新闻为“假新闻”。並指該基地歸屬於柬埔寨，而非中國，外國軍事存在是輪換製而非永久性的，符合柬埔寨憲法。 2021年，柬埔寨国防部长说中国正在帮助修建云壤海军基地的基础设施，並表示这次援建没有附加任何条件。 同时中国方面也表示，这次援建符合两国国内法及国际法的相关规定，并且还表示这次援建合作并不针对任何第三方。
柬埔寨反对党前领导人、柬埔寨救国党在柬埔寨最高法院勒令解散前的最后一任党主席桑兰西一直谴责中国在云壤海军基地的存在。 在《外交事务》的一篇文章中，桑兰西将中国的存在描述为“对地区稳定的严重威胁”，并称这与邻近的戈公省大规模基础建设同是中国政府将柬埔寨海岸军事化总体计划的一部分。
2020年10月，柬埔寨王家海军副司令兼参谋长万本良（Vann Bunlieng）表示在中国政府支持的一个项目里，中方正在对基地周围进行疏浚工作以容纳更大的船只。 该扩建工程由中国冶金科工集团负责。 2022年1月，亚洲海事透明倡议组织（Asia Maritime Transparency Initiative）报告称在云壤海军基地附近存在中国的蚌壳式挖泥船。 而基地内美国所援建的两栋建筑之一在2020年9月被拆除， 同时该报告还报道了其他中国所援建的项目。
2022年11月，美国总统拜登与柬埔寨首相洪森举行双边会谈时拜登向洪森表达了美方对云壤海军基地中国存在的担忧。柬埔寨方面表示，柬埔寨没有把中国军队藏在云壤海军基地。中國方面表示，中国援助的柬埔寨云壤海军基地升级改造项目是正常的，对柬援助活动旨在加强柬海军维护海洋领土完整的能力，符合两国国内法、相关国际法和国际实践，不针对任何第三方。
《南方周末》采访指出此基地位泰国湾入口处，距西哈努克自治港三十公里，马六甲海峡一千公里，有助于中国海军的远洋航行。柬埔寨皇家科学院政策分析师申尚指出，柬泰領海爭端也是推動此次援建的因素之一。

### 中柬云壤港联合保障和训练中心
2025年4月5日，微信公众号“国防部发布”5日发布消息称，中柬云壤港联合保障和训练中心当日正式挂牌运行，用于保障两军开展地区反恐、防灾减灾、人道主义救援、联合训练等行动，双方派驻必要人员共同维持中心正常运转，同时中柬两军在中心组织“金龙-2025”联合演习启动活动。5日，接受《环球时报》记者采访的军事专家张军社表示，这是解放军和外军开创的一种新合作模式，双方共建共用，共同维护中心正常运转。
柬埔寨長期以來一直堅持向許多外國海軍開放此基地。洪玛奈在挂牌儀式上表明，柬埔寨歡迎所有友好國家军舰在此基地停靠，或者參與聯合軍演。申尚指，將此視爲中国的第二个海外基地具误导性，並類比其為樟宜海軍基地，認為中國没有排他性的使用权，基地開放多国使用。為了表明這一立場，基地在啟用儀式後，於4月19日至22日接待了兩艘日本掃雷艦，並於4月27日接待了一艘越南海軍巡邏艦。但亚洲海事透明倡议组织称，造訪的艦艇使用了基地南側新建成的碼頭，而非先前為中國輕型護衛艦預留的碼頭。